# Ligonipes flavipes
Ligonipes flavipes là một loài nhện trong họ Salticidae.
Loài này thuộc chi Ligonipes. Ligonipes flavipes được William Joseph Rainbow miêu tả năm 1920.